# Бахвалова, Екатерина Александровна
Екатери́на Алекса́ндровна Бахва́лова (род. 29 октября 1972, Ленинград) — российская легкоатлетка, специалистка по бегу на короткие дистанции и барьерному бегу. Выступала за сборную России по лёгкой атлетике в 1995—2007 годах, чемпионка мира, обладательница серебряных медалей чемпионатов Европы, чемпионка и призёрка первенств национального значения, участница летних Олимпийских игр в Афинах. Представляла Санкт-Петербург. Заслуженный мастер спорта России.

## Биография
Екатерина Бахвалова родилась 29 октября 1972 года в Ленинграде.
Занималась лёгкой атлетикой под руководством тренеров Д. А. Шекина и Б. И. Анисимова. Окончила Университет имени Лесгафта. Выступала за общественно-государственное физкультурно-спортивное объединение «Юность России».
Впервые заявила о себе на взрослом всероссийском уровне в сезоне 1995 года, когда на чемпионате России в Москве в составе команды Санкт-Петербурга выиграла бронзовую медаль в эстафете 4 × 400 метров.
В 1997 году в беге на 400 метров взяла бронзу на зимнем чемпионате России в Волгограде. Попав в основной состав российской национальной сборной, побывала на чемпионате мира в помещении в Париже, откуда привезла награду золотого достоинства, выигранную в эстафете 4 × 400 метров (участвовала здесь исключительно в предварительном квалификационном забеге). На летнем чемпионате России в Туле одержала победу в беге на 400 метров с барьерами и в эстафете 4 × 400 метров. На Кубке Европы в Мюнхене в тех же дисциплинах была третьей и первой соответственно. Бежала 400 метров с барьерами на чемпионате мира в Афинах, сумела дойти здесь до стадии полуфиналов. Будучи студенткой, принимала участие в Универсиаде в Сицилии — стала серебряной призёркой в беге на 400 метров с барьерами и победила в эстафете 4 × 400 метров.
В 1998 году на домашнем Кубке Европы в Санкт-Петербурге стала второй в беге на 400 метров с барьерами и первой в эстафете 4 × 400 метров. Позже в эстафете завоевала серебряную медаль на чемпионате Европы в Будапеште, заняла третье место на Кубке мира в Йоханнесбурге и на Играх доброй воли в Нью-Йорке.
На чемпионате России 1999 года в Туле в беге на 400 метров с барьерами получила серебро, в той же дисциплине была второй и на Кубке мира в Париже. Находилась в составе команды, выигравшей эстафету 4 × 400 метров на чемпионате мира в Севилье (участвовала исключительно в предварительном забеге).
В 2001 году на чемпионате России в Туле выиграла серебряную медаль в беге на 400 метров с барьерами.
На чемпионате России 2002 года в Чебоксарах превзошла всех своих соперниц в беге на 400 метров с барьерами и завоевала золотую медаль. Принимала участие в чемпионате Европы в Мюнхене, где показала пятый результат в беге на 400 метров с барьерами и второй результат в эстафете 4 × 400 метров (бежала предварительный забег).
В 2004 году в эстафете 4 × 400 метров победила на Кубке Европы в Быдгоще, в беге на 400 метров с барьерами взяла бронзу на чемпионате России в Туле. Благодаря череде удачных выступлений удостоилась права защищать честь страны на Олимпийских играх в Афинах — в программе барьерного бега на 400 метров сумела дойти до стадии полуфиналов.
После афинской Олимпиады ещё в течение некоторого времени оставалась действующей спортсменкой, продолжала принимать участие во всероссийских и международных соревнованиях вплоть до 2007 года.
За выдающиеся спортивные результаты удостоена почётного звания «Заслуженный мастер спорта России».
Завершив спортивную карьеру, работала тренером в Спортивной школе олимпийского резерва «Академия легкой атлетики Санкт-Петербурга».

## Семья
Муж — Даниил Шекин (род. 1976), легкоатлет, специалист по бегу на короткие дистанции.
Сын — Кирилл Бахвалов (2000—2018), занимался легкой атлетикой.